# Daduixa
Daduixa o Dāduša va ser rei de la ciutat mesopotàmica d'Eixnunna o Warum. Va regnar cap al 1800 aC i 1779 aC. Era fill del rei d'Eixnunna Ipiq-Adad II (circa 1862 aC - 818 aC).
Els reis d'Eixnunna s'havien referit a ells mateixos amb el títol d'ensi (governador), però a principis del segle xix aC van començar a anomenar-se lugal, una paraula sumèria que significa "rei". El pare de Daduixa i el seu germà Naram-Sin, que van governar abans que ell, ja portaven el títol de Lugal.
Daduixa va estendre el territori d'Eixnunna per la vall del riu Diyala, on va conquerir diverses ciutats. Va seguir les formes expansionistes de governar del seu pare i del seu germà Naram-Sin, combinant la guerra amb la diplomàcia per augmentar la seva influència al territori. a principis del segle xviii aC Eixnunna era un dels estats més importants de la regió.
A Daduixa el va succeir el seu fill Ibalpiel II.